# Parafia Świętej Trójcy w Kluczkowicach
Parafia Świętej Trójcy w Kluczkowicach – parafia rzymskokatolicka należąca do archidiecezji lubelskiej i Dekanatu Opole Lubelskie. Została erygowana w 1545 roku. Mieści się we wsi Wrzelowiec. Parafię prowadzą księża diecezjalni.